# 語音変異
語音変異（ごおんへんい、または語形変異、Metaplasm）とは、語の正書法の変更のこと。言語が自然に進化する中で一般的に起こったり、また詩の技法・修辞技法として使われる。

## 語音変異の種類
- 文字・音を添加する語音変異
  - 語頭音添加（Prosthesis）
  - 音挿入
  - 語尾音添加（Paragoge）
- 文字・音を削除する語音変異
  - エリジオン
  - 語頭音消失
  - 語中音消失
  - 語尾音消失
  - Clipping
- 文字・音を交換する語音変異
  - 音位転換
- 以上の要素を組み合わせた語音変異
  - Synaeresis
  - 前置詞と冠詞の縮約

「metaplasm」には他にも、ロマンス諸語のような名詞に性がある言語の中での性の変化という意味がある。